# 藤原賴通

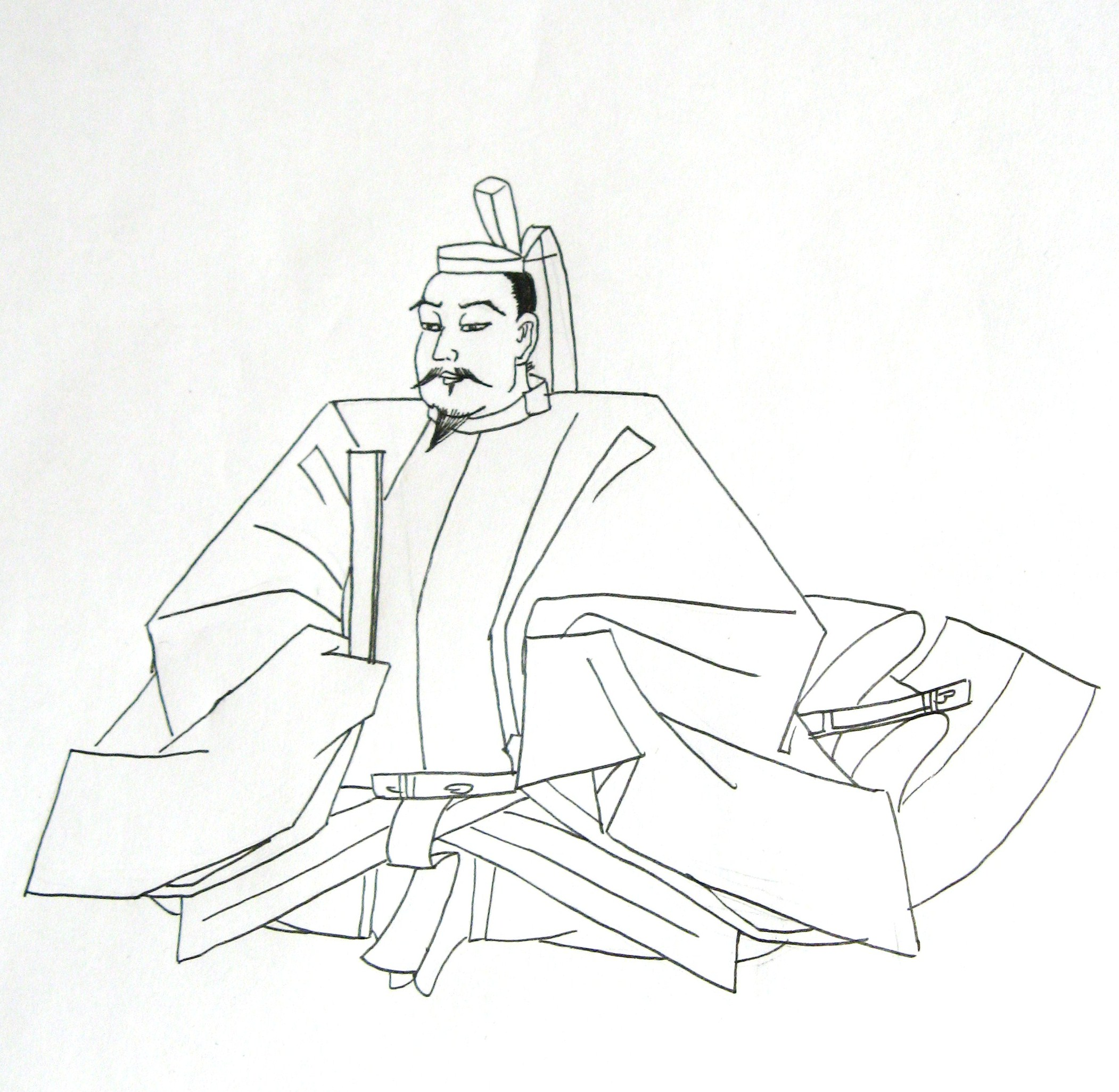
平等院木造所畫的藤原賴通

藤原賴通（ふじわら の よりみち，992年—1074年3月2日），日本平安時代公卿。藤原北家出身，藤原道長長男。官至從一位攝政關白太政大臣，准三宮。幼名鶴君，出家後法名蓮花覺、後改為寂覺，世稱宇治殿
。

## 生平簡介
三條天皇在位時，道長施壓力於天皇，迫其退位；天皇無可奈何，欲以皇女禔子內親王下嫁賴通，以得道長歡心。道長認為這是門不錯的親事，要求賴通必須接受。其時賴通已納具平親王之女隆姬女王為妻。之後賴通生病，便以故具平親王作祟為由，推拒了這門親事。
1017年，任內大臣，不久並接替道長任藤氏長者、攝政。1019年轉任關白。1021年敘從一位、轉任左大臣。1061年拜太政大臣。1064年辭藤氏長者，1067年辭關白，得到准三宮的待遇。
在後朱雀天皇病重之際，要求賴通輔佐其子後冷泉天皇，並欲以尊仁親王為東宮。賴通不滿意這個人事安排，然而在其弟能信的促成下，尊仁親王終於立為東宮。所以賴通與尊仁不合。後冷泉天皇繼位後，納賴通女寬子為中宮，企盼能生下皇子作為繼承人，然未能如願。最後尊仁繼位，是為後三條天皇，賴通則到了宇治過著半退隱的生活，而淡出政務。後來，後三條天皇於1073年去世，賴通當時仍在世，感嘆其政治上的敵手後三條天皇是個早逝的賢主。
賴通本欲傳關白於其子師實，而未能如願；最後讓給其弟教通，而約定以後傳給師實。然而教通久無傳意，賴通希望教通履行約定，教通則以「此非我所能私相授受」作回應。此事讓賴通很遺憾。

## 建立平等院

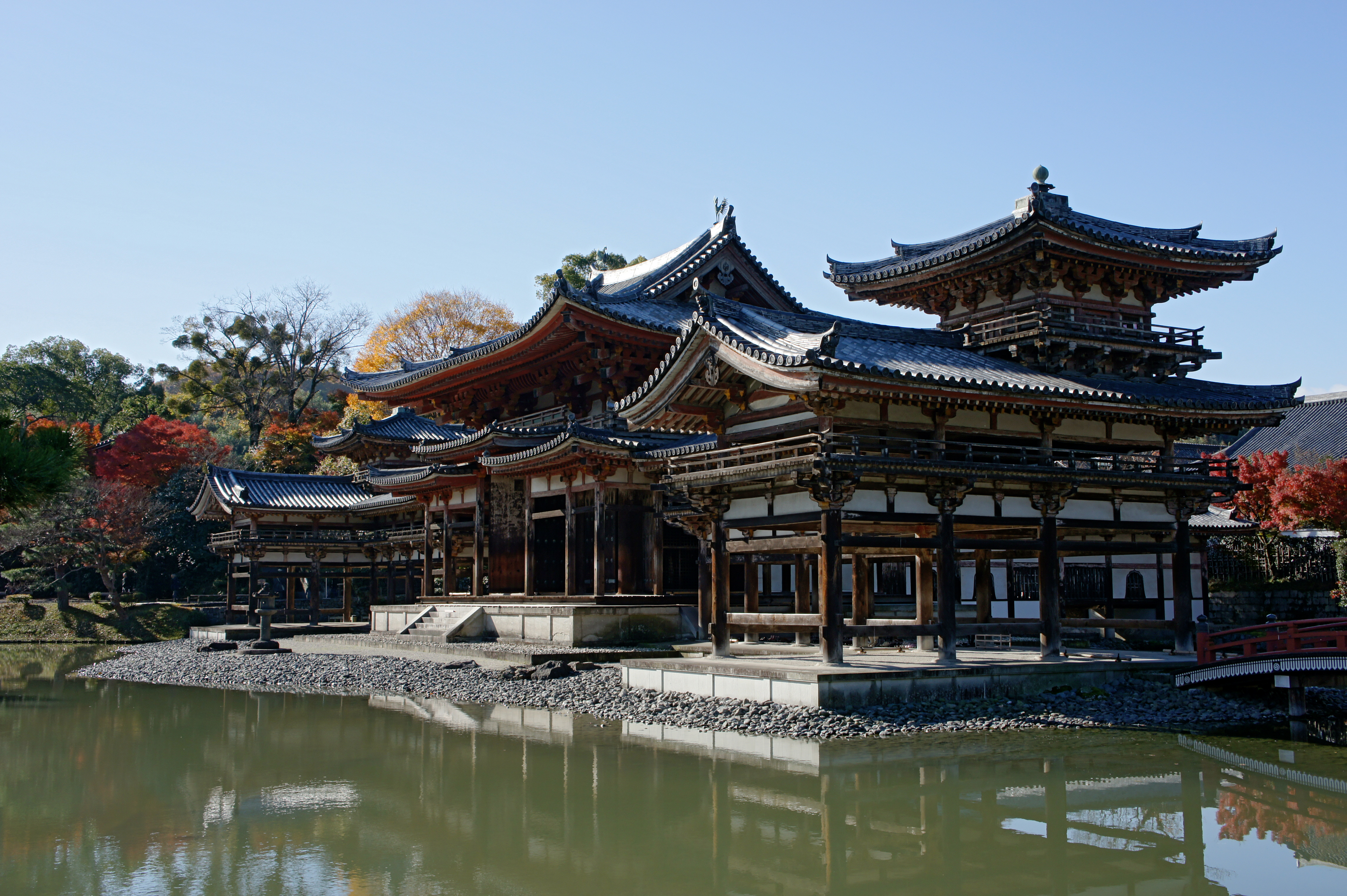
平等院鳳凰堂

1052年，賴通將宇治的別墅改為寺院，名為平等院。著名的鳳凰堂於1053年落成。由於鳳凰堂奇蹟似地逃過戰火的波及而保存至今，被指定為日本的國寶。

## 系譜
- 父:藤原道長
- 母:源倫子，源雅信之女
- 妻:隆姬女王，具平親王女
  - 養女:藤原嫄子（1016-1039），敦康親王之女、後朱雀天皇中宮
- 妾:藤原永賴四女
- 妾:源憲定之女
  - 長男:藤原通房（1025-1044）
- 妾:藤原祇子-藤原賴成之女
  - 次男:橘俊綱（1028-1094），橘俊遠之養子
  - 三男:覺圓（1031-1098）
  - 四男:藤原定綱（1032-1092），藤原經家之養子
  - 五男:藤原忠綱（?-1084），藤原信家之養子
  - 長女:藤原寬子（1036-1127），後冷泉天皇皇后
  - 六男:藤原師實（1042-1101）

## 註腳
1. ↑  .   [2010-12-29]. （原始内容存档于2011-05-26）.
2. 1 2 3 4  大日本史藤原賴通傳 （页面存档备份，存于）
3. ↑  參見日文版藤原頼通條目
4. ↑  .   [2010-12-29]. （原始内容存档于2020-09-24）.

| 王位覬覦者                         | 王位覬覦者                            | 王位覬覦者                         |
| ---------------------------------- | ------------------------------------- | ---------------------------------- |
| 前任： 藤原道長                    | 藤氏長者 1017年4月15日－1065年1月22日 | 繼任： 藤原教通                    |
| 官衔                               |                                       |                                    |
| 前任： 藤原公季                    | 內大臣 1017年4月3日－1021年9月4日     | 繼任： 藤原教通                    |
| 空缺上一位持有相同頭銜者：藤原顯光 | 左大臣 1021年9月4日－1061年8月15日    | 繼任： 藤原教通                    |
| 前任： 藤原道長                    | 攝政 1017年4月15日－1020年1月19日     | 空缺下一位持有相同頭銜者：藤原師實 |
| 空缺上一位持有相同頭銜者：藤原道兼 | 關白 1020年1月19日－1068年1月12日     | 繼任： 藤原教通                    |
| 空缺上一位持有相同頭銜者：藤原公季 | 太政大臣 1062年1月26日－1062年10月7日 | 空缺下一位持有相同頭銜者：藤原教通 |
| 军职                               |                                       |                                    |
| 空缺上一位持有相同頭銜者：藤原公季 | 左大將 1015年12月11日－1017年4月21日  | 繼任： 藤原教通                    |